# تلویزیا پولسکا اچ‌دی
تلویزیا پولسکا اچ‌دی (انگلیسی: TVP HD) نسخهٔ اچ‌دی از تلویزیا پولسکا است که از ۶ اوت ۲۰۰۸ آغاز به‌کار کرد. کیفیت برنامه‌های پخش شده از این شبکه ۱۰۸۰آی با کدک اچ. ۲۶۴/امپگ-۴ بخش ۱۰ یا ای‌وی‌سی است. این شبکه روی هاتبرد ۱۳ سی (۱۳ درجهٔ شرقی) و با رمزگذاری پخش می‌شود و روزانه ۱۸ ساعت برنامه دارد.